# San Jerónimo Xayacatlán
San Jerónimo Xayacatlán là một đô thị thuộc bang Puebla, México. Năm 2005, dân số của đô thị này là 3843 người.